# 估读
估读，是指在测量物理量的过程中，为了获得更高的精确度，当指针指示到两个最小分度之间是，将读数读到准确度的下一位的行为。
一般情况下，大部分有刻度的测量仪器，例如电流表、电压表等电学测量仪器和温度计、刻度尺、千分尺（螺旋测微器），都是需要估读的

## 一般的估读
一般来说，我们应该先读取到最小分度，然后再根据指示到的位置，适当的读取数值到分度值的下一位，并将其加在可信数字的下一位。
举例来说，当仪器的最小分度为1mm时 (比如中学教学常见的刻度尺) ，应该在最后读取时，读到最小分度的下一位，比如27.4mm。
注意，在估读时，即便刻度指向精确的刻度线，也应该将估读的0加入到最终读数中，比如在上面的刻度尺中，我们应该读成27.0mm而不是27mm。

## 特殊的估读

### 游标卡尺
由于游标卡尺的读数特点，游标卡尺是不能估读的。

### 欧姆表
由于欧姆表的刻度是不均匀的，一般来说，我们认为在读数较低时，适当的将读数精确到最小分度的下一位，但是在读数超过一定的值得时候，由于
本身估读的数值已经不是很精确，刻度已经很密，加之欧姆表的示数本身精确度就不高，所以可以不再采取估读。
事实上欧姆表的估读仍旧根据实际情况确定，既可以估读，也可以不估读。

### 电压表和电流表
由于电压表、电流表的最小分度有时候不是1 (V/A) ，所以在某些情况下，可以估读到分度值的同位而不是下一位